# Museo Gallego del Juguete y la Marioneta

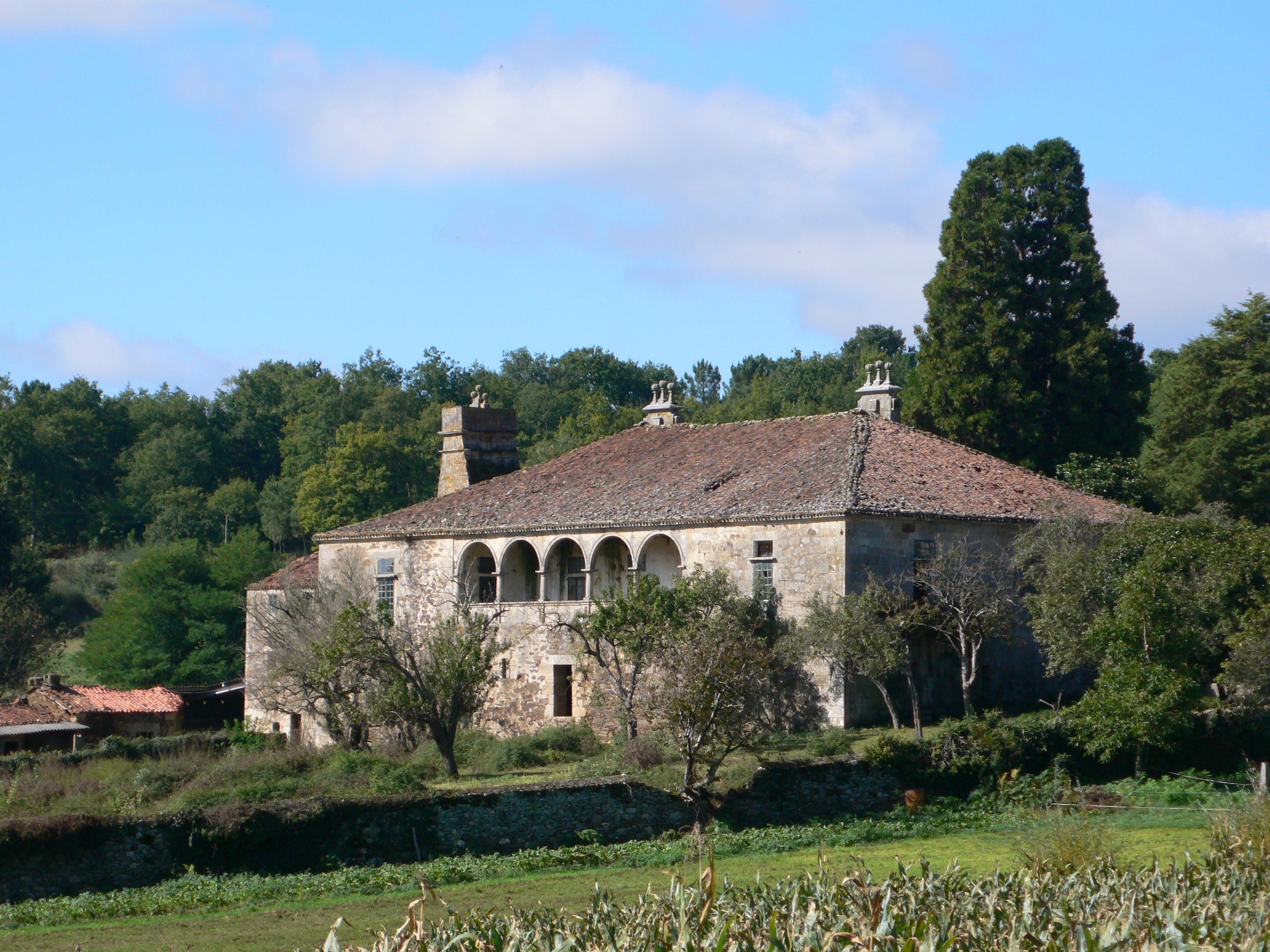
Sede del museo.

El Museo Gallego del Juguete y del Títere, inaugurado en octubre de 2001, y ubicado, desde el 13 de diciembre de 2014, en el Pazo de Liñares,  es fruto de un convenio de colaboración entre el Ayuntamiento de Lalín y la compañía de títeres Viravolta, que utiliza este espacio permanente para mostrar su colección de marionetas (más de 300 piezas) y para promover el disfrute, el estudio y la recuperación del arte del títeres. El museo amplía cada año su fondo documental con la incorporación de nuevas piezas, libros, vídeos y otros materiales sobre esta temática.

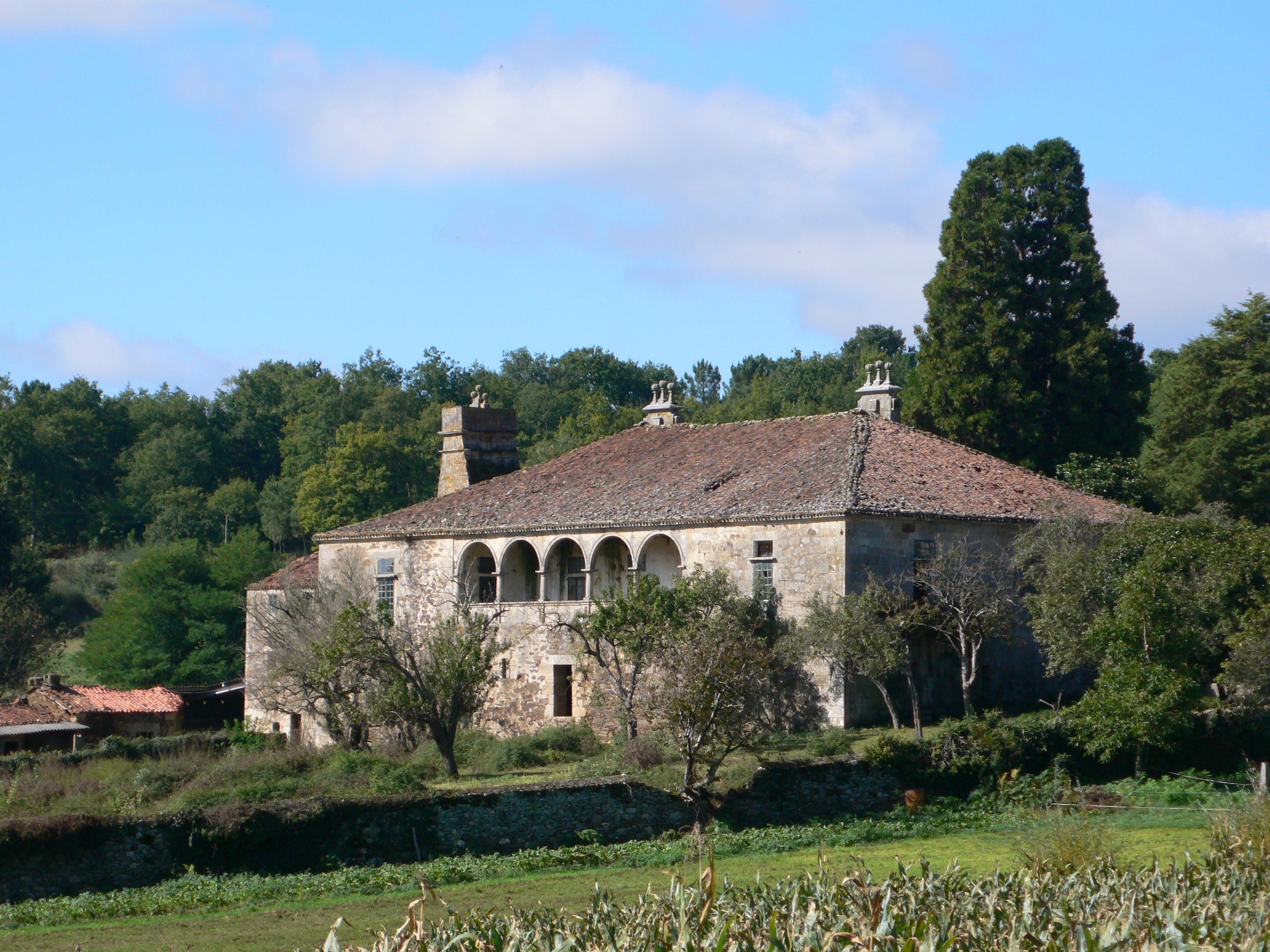
Sede del museo.

## Descripción
En 1998, con motivo del 15 aniversario del primer estreno como compañía de títeres de Viravolta, se realizó una exposición conmemorativa en el Museo Municipal de Lalín, que fue el punto de partida para la creación de la Casa del Títere, donde el ayuntamiento ejerce la titularidad y las empresas Viravolta y Seisdedos son las encargadas de su gestión.El Museo del Títere de Galicia mantiene una programación estable, organizando talleres de iniciación, cursos para profesionales del títere y de la educación y espectáculos de teatro de títeres como Titirientroido, Titirideza y Canciones y Cuentos de Navidad.